# Hektor Llanos
Hektor Llanos Burguera (Vitoria, 6 de julio de 1972) es un deportista español que compitió en triatlón. Ganó una medalla de plata en el Campeonato Europeo de Triatlón Campo a Través de 2007. Es hermano del también triatleta Eneko Llanos.

## Palmarés internacional
| Campeonato Europeo | Campeonato Europeo | Campeonato Europeo | Campeonato Europeo |
| Año                | Lugar              | Medalla            | Prueba             |
| ------------------ | ------------------ | ------------------ | ------------------ |
| 2007               | Ibiza (España)     | Medalla de plata   | Individual         |